# Ammonius benoiti
Espèce
Ammonius benoiti est une espèce d'araignées mygalomorphes de la famille des Barychelidae.

## Distribution
Cette espèce est endémique du Sud-Comoé en Côte d'Ivoire,. Elle se rencontre vers Appouasso.

## Description
Le mâle holotype mesure 3,92 mm.

## Systématique et taxinomie
Cette espèce a été décrite par Gonzalez-Filho, Guadanucci et Brescovit en 2023.

## Étymologie
Cette espèce est nommée en l'honneur de Pierre L. G. Benoit.

## Publication originale
- Gonzalez-Filho, Guadanucci & Brescovit, 2023 : « On the genus Ammonius Thorell, 1899 (Mygalomorphae, Barychelidae): description of the female of A. pupulus, a new species and new distribution records. » European Journal of Taxonomy, vol. 861, p. 113-131 (texte intégral).